# Listă de scriitori somalezi
Aceasta este o listă de scriitori somalezi.

## A
- Abdi Bashiir Indhobuur
- Abdillahi Suldaan Mohammed Timacade
- Mohamed Diriye Abdullahi
- Aden Ibrahim Aw Hirsi
- Ahmed Farah Ali 'Idaja'
- Amina Said Ali
- Farah Mohamed Jama Awl (1937–1991)

## B
- Ahmed Sheikh Ali "Burale"

## D
- Waris Dirie (*1965)

## F
- Nuruddin Farah (*1945)

## H
- Abdiqadir Hersi Yam-Yam

## J
- Afdhere Jama

## K
- Abdi Kusow

## M
- Maxamed Daahir Afrax
- Maxamed Xaashi Dhamac Gaariye
- Mohamed Ibrahim Warsame Hadrawi

## S
- Abdi Sheik Abdi
- Hassan Sheikh Mumin
- Said Sheikh Samatar
- Shire Jama Ahmed

## W
- Abdourahman Waberi
- Warsame Indhoole

## X
- Xasan Xayle
- Cali Xuseen Xirsi